# FC Emmen
Football Club Emmen nizozemski je nogometni klub iz Emmena. Trenutačno se natječe u Eerste Divisieu, drugom rangu nizozemskog nogometa.

## Povijest
Do 1985. godine Emmen je bio amaterski klub, a 2018. godine se prvi put u svojoj povijesti plasirao u Eredivisie, pobijedivši rotterdamsku Spartu s 3:1 u finalu play-offa za ulazak u prvu ligu.

## Vanjske poveznice
- Službena web-stranica